# Bœur
Bœur is een dorp in de Belgische provincie Luxemburg. Het ligt in Tavigny, een deelgemeente van Houffalize. Bœur ligt twee kilometer ten zuiden van het centrum van Tavigny.

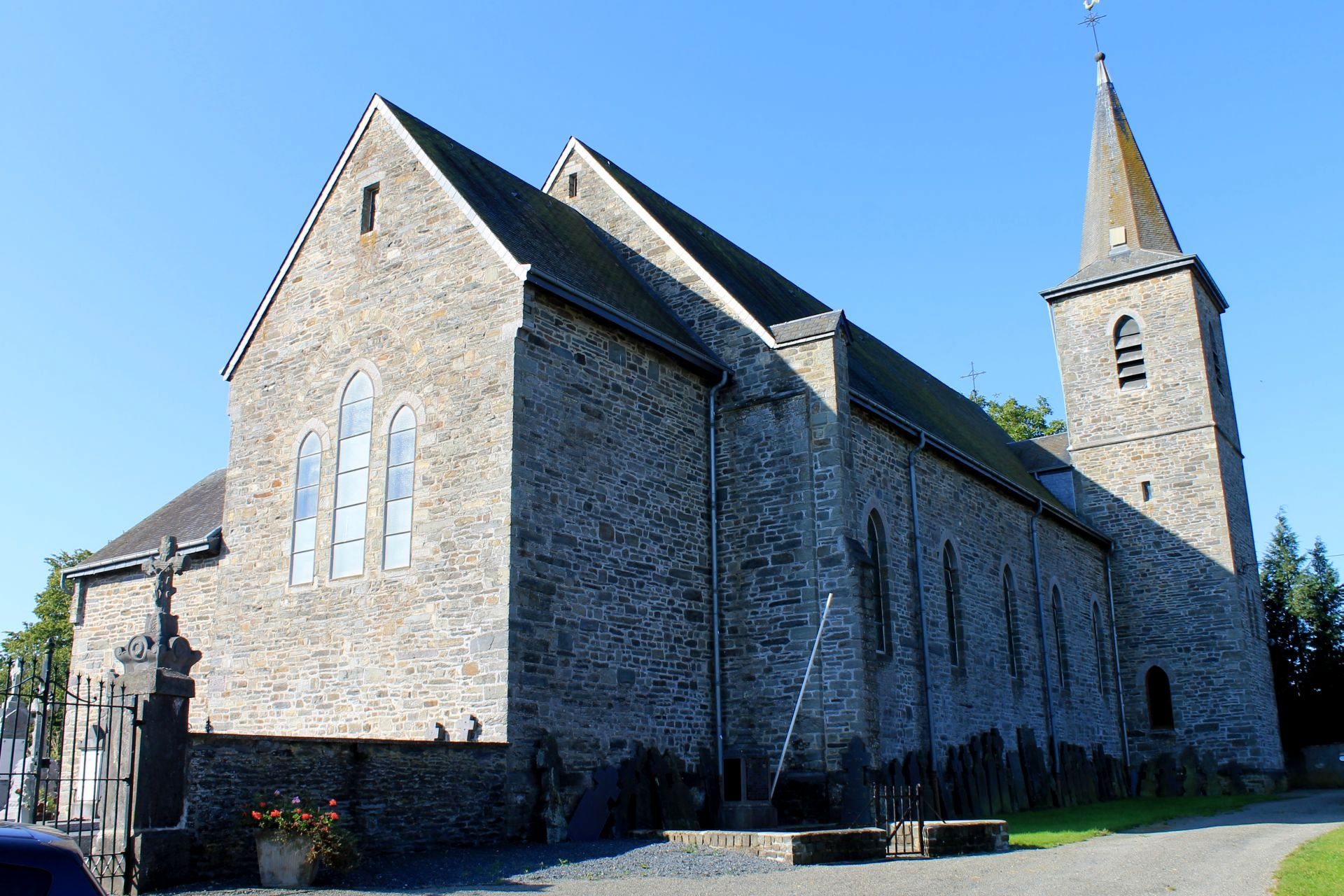
Église Saint-Antoine

## Geschiedenis
Op het eind van het ancien régime werd Bœur een gemeente. In 1823 werden bij gemeentelijke herindelingen in Luxemburg veel kleine gemeenten samengevoegd en Bœur werd bij de gemeente Tavigny gevoegd.

## Bezienswaardigheden
- De Église Saint-Antoine

Deelgemeenten: Houffalize · Mabompré · Mont · Nadrin · Tailles · Tavigny · Wibrin

Overige kernen: Achouffe · Alboumont · Bœur · Bonnerue · Buret · Cetturu · Chabrehez · Cowan · Dinez · Engreux · Filly · Fontenaille · Mormont · Ollomont · Pisserotte · Sommerain · Taverneux · Vellereux · Vissoûle · Wandebourcy · Wilogne

Belgische gemeenten · Arrondissement Bastenaken · Luxemburg · Wallonië